# Bóng chuyền tại Đại hội Thể thao châu Á 2022 – Nữ
Giải đấu Bóng chuyền Nam tại Đại hội Thể thao châu Á 2022 là giải đấu lần thứ 19 tại Đại hội thể thao châu Á, được tổ chức bởi Cơ quan Quản lý Bóng chuyền châu Á, Liên đoàn bóng chuyền châu Á, kết hợp với OCA. Được tổ chức tại Hàng Châu, Trung Quốc từ 30 tháng 9 đến 07 tháng 10 năm 2023.

## Danh sách tuyển thủ
| Afghanistan       | Trung Quốc | Hồng Kông | Ấn Độ             |
| Nhật Bản          | Kazakhstan | Mông Cổ   | Nepal             |
| CHDCND Triều Tiên | Hàn Quốc   | Thái Lan  | Đài Bắc Trung Hoa |
| Việt Nam          |            |           |                   |
| ----------------- | ---------- | --------- | ----------------- |

## Kết quả
- Tất cả thời gian các trận đấu đều là giờ Việt Nam (UTC+07:00)

### Vòng thứ nhất

#### Bảng A
| VT | Đội               | Tr | T | B | Đ | ST | SB | TSS | ĐST | ĐSB | TSĐS |        |
| -- | ----------------- | -- | - | - | - | -- | -- | --- | --- | --- | ---- | ------ |
| 1  | Trung Quốc        | 0  | 0 | 0 | 0 | 0  | 0  | —   | 0   | 0   | —    | Bảng E |
| 2  | Ấn Độ             | 0  | 0 | 0 | 0 | 0  | 0  | —   | 0   | 0   | —    | Bảng E |
| 3  | CHDCND Triều Tiên | 0  | 0 | 0 | 0 | 0  | 0  | —   | 0   | 0   | —    | Bảng G |

| Ngày       | Thời gian |                   | Điểm |                   | Set 1 | Set 2 | Set 3 | Set 4 | Set 5 | Tổng | Nguồn |
| ---------- | --------- | ----------------- | ---- | ----------------- | ----- | ----- | ----- | ----- | ----- | ---- | ----- |
| 30 tháng 9 | 09:30     | Ấn Độ             | –    | CHDCND Triều Tiên |       |       |       |       |       |      |       |
| 1 tháng 10 | 18:00     | Trung Quốc        | –    | Ấn Độ             |       |       |       |       |       |      |       |
| 2 tháng 10 | 18:00     | CHDCND Triều Tiên | –    | Trung Quốc        |       |       |       |       |       |      |       |

#### Bảng B
| VT | Đội               | Tr | T | B | Đ | ST | SB | TSS | ĐST | ĐSB | TSĐS |        |
| -- | ----------------- | -- | - | - | - | -- | -- | --- | --- | --- | ---- | ------ |
| 1  | Thái Lan          | 0  | 0 | 0 | 0 | 0  | 0  | —   | 0   | 0   | —    | Bảng F |
| 2  | Đài Bắc Trung Hoa | 0  | 0 | 0 | 0 | 0  | 0  | —   | 0   | 0   | —    | Bảng F |
| 3  | Mông Cổ           | 0  | 0 | 0 | 0 | 0  | 0  | —   | 0   | 0   | —    | Bảng H |

| Ngày       | Thời gian |                   | Điểm |                   | Set 1 | Set 2 | Set 3 | Set 4 | Set 5 | Tổng | Nguồn |
| ---------- | --------- | ----------------- | ---- | ----------------- | ----- | ----- | ----- | ----- | ----- | ---- | ----- |
| 30 tháng 9 | 18:00     | Đài Bắc Trung Hoa | –    | Mông Cổ           |       |       |       |       |       |      |       |
| 1 tháng 10 | 13:30     | Thái Lan          | –    | Đài Bắc Trung Hoa |       |       |       |       |       |      |       |
| 2 tháng 10 | 13:30     | Mông Cổ           | –    | Thái Lan          |       |       |       |       |       |      |       |

#### Bảng C
| VT | Đội      | Tr | T | B | Đ | ST | SB | TSS | ĐST | ĐSB | TSĐS |        |
| -- | -------- | -- | - | - | - | -- | -- | --- | --- | --- | ---- | ------ |
| 1  | Hàn Quốc | 0  | 0 | 0 | 0 | 0  | 0  | —   | 0   | 0   | —    | Bảng E |
| 2  | Việt Nam | 0  | 0 | 0 | 0 | 0  | 0  | —   | 0   | 0   | —    | Bảng E |
| 3  | Nepal    | 0  | 0 | 0 | 0 | 0  | 0  | —   | 0   | 0   | —    | Bảng G |

| Ngày       | Thời gian |          | Điểm |          | Set 1 | Set 2 | Set 3 | Set 4 | Set 5 | Tổng | Nguồn |
| ---------- | --------- | -------- | ---- | -------- | ----- | ----- | ----- | ----- | ----- | ---- | ----- |
| 30 tháng 9 | 13:30     | Việt Nam | –    | Nepal    |       |       |       |       |       |      |       |
| 1 tháng 10 | 09:30     | Hàn Quốc | –    | Việt Nam |       |       |       |       |       |      |       |
| 2 tháng 10 | 09:30     | Nepal    | –    | Hàn Quốc |       |       |       |       |       |      |       |

#### Bảng D
| VT | Đội         | Tr | T | B | Đ | ST | SB | TSS | ĐST | ĐSB | TSĐS |        |
| -- | ----------- | -- | - | - | - | -- | -- | --- | --- | --- | ---- | ------ |
| 1  | Nhật Bản    | 0  | 0 | 0 | 0 | 0  | 0  | —   | 0   | 0   | —    | Bảng F |
| 2  | Kazakhstan  | 0  | 0 | 0 | 0 | 0  | 0  | —   | 0   | 0   | —    | Bảng F |
| 3  | Afghanistan | 0  | 0 | 0 | 0 | 0  | 0  | —   | 0   | 0   | —    | Bảng H |
| 4  | Hồng Kông   | 0  | 0 | 0 | 0 | 0  | 0  | —   | 0   | 0   | —    | Bảng H |

| Ngày       | Thời gian |             | Điểm |             | Set 1 | Set 2 | Set 3 | Set 4 | Set 5 | Tổng | Nguồn |
| ---------- | --------- | ----------- | ---- | ----------- | ----- | ----- | ----- | ----- | ----- | ---- | ----- |
| 30 tháng 9 | 13:30     | Nhật Bản    | –    | Hồng Kông   |       |       |       |       |       |      |       |
| 30 tháng 9 | 18:00     | Kazakhstan  | –    | Afghanistan |       |       |       |       |       |      |       |
| 1 tháng 10 | 13:30     | Hồng Kông   | –    | Kazakhstan  |       |       |       |       |       |      |       |
| 1 tháng 10 | 18:00     | Nhật Bản    | –    | Afghanistan |       |       |       |       |       |      |       |
| 2 tháng 10 | 13:30     | Nhật Bản    | –    | Kazakhstan  |       |       |       |       |       |      |       |
| 2 tháng 10 | 18:00     | Afghanistan | –    | Hồng Kông   |       |       |       |       |       |      |       |

### Vòng thứ hai

#### Bảng E
| VT | Đội | Tr | T | B | Đ | ST | SB | TSS | ĐST | ĐSB | TSĐS |                     |
| -- | --- | -- | - | - | - | -- | -- | --- | --- | --- | ---- | ------------------- |
| 1  | A1  | 0  | 0 | 0 | 0 | 0  | 0  | —   | 0   | 0   | —    | Bán kết             |
| 2  | C1  | 0  | 0 | 0 | 0 | 0  | 0  | —   | 0   | 0   | —    | Bán kết             |
| 3  | A2  | 0  | 0 | 0 | 0 | 0  | 0  | —   | 0   | 0   | —    | Vòng tranh hạng 5–8 |
| 4  | C2  | 0  | 0 | 0 | 0 | 0  | 0  | —   | 0   | 0   | —    | Vòng tranh hạng 5–8 |

#### Bảng F
| VT | Đội | Tr | T | B | Đ | ST | SB | TSS | ĐST | ĐSB | TSĐS |                     |
| -- | --- | -- | - | - | - | -- | -- | --- | --- | --- | ---- | ------------------- |
| 1  | B1  | 0  | 0 | 0 | 0 | 0  | 0  | —   | 0   | 0   | —    | Bán kết             |
| 2  | D1  | 0  | 0 | 0 | 0 | 0  | 0  | —   | 0   | 0   | —    | Bán kết             |
| 3  | B2  | 0  | 0 | 0 | 0 | 0  | 0  | —   | 0   | 0   | —    | Vòng tranh hạng 5–8 |
| 4  | D2  | 0  | 0 | 0 | 0 | 0  | 0  | —   | 0   | 0   | —    | Vòng tranh hạng 5–8 |

#### Bảng G
| VT | Đội | Tr | T | B | Đ | ST | SB | TSS | ĐST | ĐSB | TSĐS |                      |
| -- | --- | -- | - | - | - | -- | -- | --- | --- | --- | ---- | -------------------- |
| 1  | A3  | 0  | 0 | 0 | 0 | 0  | 0  | —   | 0   | 0   | —    | Vòng tranh hạng 9–12 |
| 2  | C3  | 0  | 0 | 0 | 0 | 0  | 0  | —   | 0   | 0   | —    | Vòng tranh hạng 9–12 |

#### Bảng H
| VT | Đội | Tr | T | B | Đ | ST | SB | TSS | ĐST | ĐSB | TSĐS |                      |
| -- | --- | -- | - | - | - | -- | -- | --- | --- | --- | ---- | -------------------- |
| 1  | B3  | 0  | 0 | 0 | 0 | 0  | 0  | —   | 0   | 0   | —    | Vòng tranh hạng 9–12 |
| 2  | D3  | 0  | 0 | 0 | 0 | 0  | 0  | —   | 0   | 0   | —    | Vòng tranh hạng 9–12 |
| 3  | D4  | 0  | 0 | 0 | 0 | 0  | 0  | —   | 0   | 0   | —    | Hạng 13              |

### Vòng tranh hạng 9–12
|  | Bán kết vị trí 9–12 | Bán kết vị trí 9–12 |  |  | Tranh hạng 9–10 | Tranh hạng 9–10 |
|  |                     |                     |  |  |                 |                 |
|  | 6 tháng 10          |                     |  |  |                 |                 |
|  |                     |                     |  |  |                 |                 |
|  | G1                  |                     |  |  |                 |                 |
|  | 7 tháng 10          |                     |  |  |                 |                 |
|  | H2                  |                     |  |  |                 |                 |
|  |                     |                     |  |  |                 |                 |
|  | 6 tháng 10          |                     |  |  |                 |                 |
|  |                     |                     |  |  |                 |                 |
|  | G2                  |                     |  |  |                 |                 |
|  |                     |                     |  |  |                 |                 |
|  | H1                  |                     |  |  |                 |                 |
|  | Tranh hạng 11–12    |                     |  |  |                 |                 |
|  |                     |                     |  |  |                 |                 |
|  | 7 tháng 10          |                     |  |  |                 |                 |
|  |                     |                     |  |  |                 |                 |
|  |                     |                     |  |  |                 |                 |
|  |                     |                     |  |  |                 |                 |
|  |                     |                     |  |  |                 |                 |

### Vòng tranh hạng 5–8
|  | Bán kết vị trí 5–8 | Bán kết vị trí 5–8 |  |  | Tranh hạng 5–6 | Tranh hạng 5–6 |
|  |                    |                    |  |  |                |                |
|  | 6 tháng 10         |                    |  |  |                |                |
|  |                    |                    |  |  |                |                |
|  | E3                 |                    |  |  |                |                |
|  | 7 tháng 10         |                    |  |  |                |                |
|  | F4                 |                    |  |  |                |                |
|  |                    |                    |  |  |                |                |
|  | 6 tháng 10         |                    |  |  |                |                |
|  |                    |                    |  |  |                |                |
|  | E4                 |                    |  |  |                |                |
|  |                    |                    |  |  |                |                |
|  | F3                 |                    |  |  |                |                |
|  | Tranh hạng 7–8     |                    |  |  |                |                |
|  |                    |                    |  |  |                |                |
|  | 7 tháng 10         |                    |  |  |                |                |
|  |                    |                    |  |  |                |                |
|  |                    |                    |  |  |                |                |
|  |                    |                    |  |  |                |                |
|  |                    |                    |  |  |                |                |

### Vòng chung kết
|  | Bán kết      | Bán kết |  |  | Chung kết | Chung kết |
|  |              |         |  |  |           |           |
|  | 6 tháng 10   |         |  |  |           |           |
|  |              |         |  |  |           |           |
|  | E1           |         |  |  |           |           |
|  | 7 tháng 10   |         |  |  |           |           |
|  | F2           |         |  |  |           |           |
|  |              |         |  |  |           |           |
|  | 6 tháng 10   |         |  |  |           |           |
|  |              |         |  |  |           |           |
|  | E2           |         |  |  |           |           |
|  |              |         |  |  |           |           |
|  | F1           |         |  |  |           |           |
|  | Tranh hạng 3 |         |  |  |           |           |
|  |              |         |  |  |           |           |
|  | 7 tháng 10   |         |  |  |           |           |
|  |              |         |  |  |           |           |
|  |              |         |  |  |           |           |
|  |              |         |  |  |           |           |
|  |              |         |  |  |           |           |

## Thứ hạng chung cuộc
| Thứ hạng | Đội tuyển         | ST | T | B |
| -------- | ----------------- | -- | - | - |
| 1        | Trung Quốc        | 6  | 6 | 0 |
| 2        | Nhật Bản          | 7  | 6 | 1 |
| 3        | Thái Lan          | 6  | 4 | 2 |
| 4        | Việt Nam          | 6  | 3 | 3 |
| 5        | Hàn Quốc          | 6  | 4 | 2 |
| 6        | Đài Bắc Trung Hoa | 6  | 3 | 3 |
| 7        | CHDCND Triều Tiên | 6  | 2 | 4 |
| 8        | Kazakhstan        | 7  | 2 | 5 |
| 9        | Ấn Độ             | 5  | 3 | 2 |
| 10       | Hồng Kông         | 6  | 3 | 3 |
| 11       | Nepal             | 5  | 1 | 4 |
| 12       | Mông Cổ           | 6  | 1 | 5 |
| 13       | Afghanistan       | 4  | 0 | 4 |